# 臺中市立長億高級中學
24°9′1.7″N 120°41′12.1″E / 24.150472°N 120.686694°E
臺中市立長億高級中學（簡稱長億高中、CYHS）是位於臺灣臺中市太平區的市立高級中等學校。1990年創校，初名「臺中縣立長億國民中學」，後增設高中部改制為完全中學。目前設有普通班、體育班、美術班。

## 校史
1980年代後期臺中縣太平鄉人口逐漸增加且轄區幅員遼闊，偏遠地區學子至中平國中上課較為不便，於是1990年臺中縣政府在長億六街尾端（當時光德橋與太堤西路均尚未興建）成立國民中學，該地為長億里因而定名為臺中縣立長億國民中學。而後因臺中屯區人口成長逼近50萬，卻無任何一所公立高中，遂於1999年在縣政府的指示下，增設高中部改制為完全中學。
- 1989年3月，成立籌備處。
- 1990年8月，定名為臺中縣立長億國民中學。
- 1996年，成立美術資優班。
- 1999年8月，改制完全中學（增設高中部），校名改為臺中縣立長億中學，美術資優班轉型為國中部美術藝才班。
- 2001年2月，校名再改為臺中縣立長億高級中學。
- 2003年，成立高中部體育班、國中部體育班。[1]
- 2007年－2009年，三度評選為優質化高中。
- 2010年12月25日因臺中縣市合併升格改制，校名改為臺中市立長億高級中學。
- 2019年，高中部成立雙語實驗班。

## 歷任校長
1. 黃俊文：1990年8月1日－1995年7月31日
2. 江基樹：1995年8月1日－1998年7月31日
3. 顏欽郎：1998年8月1日－2007年7月31日
4. 陳田雄：2007年8月1日－2014年7月31日
5. 楊寶旺：2014年8月1日－2017年1月31日
6. 柯金城：2017年1月31日－2017年7月31日（代理）
7. 沈樹林：2017年7月31日－2023年1月31日
8. 朱思琪：2023年1月31日－2023年7月31日（代理）
9. 盧世傑：2023年8月1日－現任

## 學校建築
- 誠正大樓：1樓－穿堂、總務處、2樓－穿堂、校長室、3樓－專任教師辦公室、人事室、會議室、4樓－網管中心、語言教室、電腦教室、5樓－大型會議室、電腦教室。
- 弘遠樓：1樓－教務處、國三教室、2樓－國三教室、3樓－國二教室、4樓－國一教室。
- 至善樓：1樓－學務處、教官室、資源教室、國三教室、2樓－導師室(三)、國二教室、3樓－導師室(二)、國一教室、國二教室、4樓－導師室(一)、國一教室。
- 大愛樓：1樓－輔導室、資源教室、團諮室、2樓－導師室(五)、國二教室、3樓－導師室(四)、高一教室、4樓－導師室(六)、高二教室。
- 力行樓：1樓－國三教室、2樓－高一教室、3樓－高一教室、高二教室、4樓－高二教室、高中專任辦公室。
- 勤學樓：1－晴雨走廊、2樓－圖書館、秘書室、3樓－高三教室、4樓－高三教室。
- 專科大樓：1樓－烹飪教室、2樓－生物教室、視聽教室、3樓－藝術科教師辦公室、音樂教室、美術教室、4樓－專任辦公室、音樂教室、地科教室、理化教室。
- 體育館：1樓－禮堂、體育教師辦公室、2樓－禮堂。

## 國中部學區
- 太平區：長億里、永成里、光隆里、永隆里、興隆里、福隆里、黃竹里、德隆里。

## 外部連結
- 臺中市立長億高級中學 （页面存档备份，存于）

1. ↑  台中長億高中擊劍隊出國比賽 議員、企業人士到校打氣 （页面存档备份，存于），聯合報，2019-02-19